# Valmaine Toki

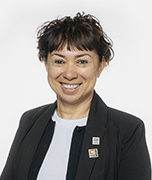
Valmaine Toki (2019)

Valmaine Toki (geb. vor 2000) ist eine neuseeländische Rechtsanwältin und Professorin für Rechtswissenschaften an der University of Waikato in Hamilton. Sie ist Māori und ist Expertin für die Rechte indigener Völker. Seit 2022 ist sie Mitglied im UN-Expertenmechanismus für die Rechte indigener Völker.

## Herkunft und Ausbildung
Valmaine Toki ist Māori mit Vorfahren aus den Iwi Ngati Rehua, Ngati Wai, Ngāpuhi und Ngati Whatua.
Sie studierte Rechtswissenschaften zunächst an der University of Auckland, gefolgt von einem Masterstudium in Business Administration als He Ture Pumau-Stipendiatin an der australischen University of Tasmania. Ihre Abschlussarbeit beschäftigte sich mit dem Management mariner Ressourcen. Anschließend absolvierte sie ein Postdoc-Studium zur LLM an der University of Auckland.
An der Universität Waikato promovierte sie 2016 mit einer Dissertation über die überproportionalen Straffälligkeitsraten der Māori im neuseeländischen Strafrechtssystem. Für diese Arbeit machte sie Forschungsreisen nach Asien und Nordamerika, um dort die sogenannten Community courts zu untersuchen, die Problemlösungen im nachbarschaftlichen Kontext anstreben.

## Karriere
Toki arbeitete zunächst bei Te Ohu Kai Moana Trustee Ltd zu Themen wie traditioneller Māori-Fischerei, Aquakultur und Vermögensverteilung. 2007 wurde sie Associate Professor an der University of Auckland und hielt Vorlesungen u. a. über die aktuelle Bedeutung des Vertrags von Waitangi für die Māori, sowohl in Rechtsprechung wie Gesetzgebung. 2012 übernahm sie die Te Piringa-Professur an der juristischen Fakultät der University of Waikato.
In ihrem Buch Indigenous courts, self-determination and criminal justice spricht sie sich für die Einrichtung Marae-basierter Gerichte gemäß den Māori-Traditionen aus.

## Tätigkeit für die Vereinten Nationen
2011 wurde Valmaine Toki als erste Neuseeländerin und erste Māori durch den Wirtschafts- und Sozialrat der Vereinten Nationen als Expertin in das Ständige Forum für indigene Angelegenheiten berufen, dem sie zwei Dreijahresperioden angehörte. 2022 wurde sie vom UN-Menschenrechtsrat in den UN-Expertenmechanismus für die Rechte indigener Völker berufen.

## Veröffentlichungen (Auswahl)
- Indigenous courts, self-determination and criminal justice 2020 ISBN 978-0-367-40442-0
- Respecting and recognising Indigenous rights when challenged by commercial activities in International Journal of Critical Indigenous Studies 10(1):1-17 Januar 2017 doi:10.5204/ijcis.v10i1.147
- Decolonization and the Right of Self-Determination for the Pacific in Studies in Law, Politics, and Society (pp.181-207), April 2016, doi:10.1108/S1059-433720160000070013
- Engaging Maori in Biobanking and Genetic Research: Legal, Ethical, and Policy Challenges, Juni 2015
- The Treaty of Waitangi in New Zealand’s law and constitution in Commonwealth Law Bulletin 36(2):398-400, Juni 2010, doi:10.1080/03050718.2010.481413